# Jesper Bengtsson

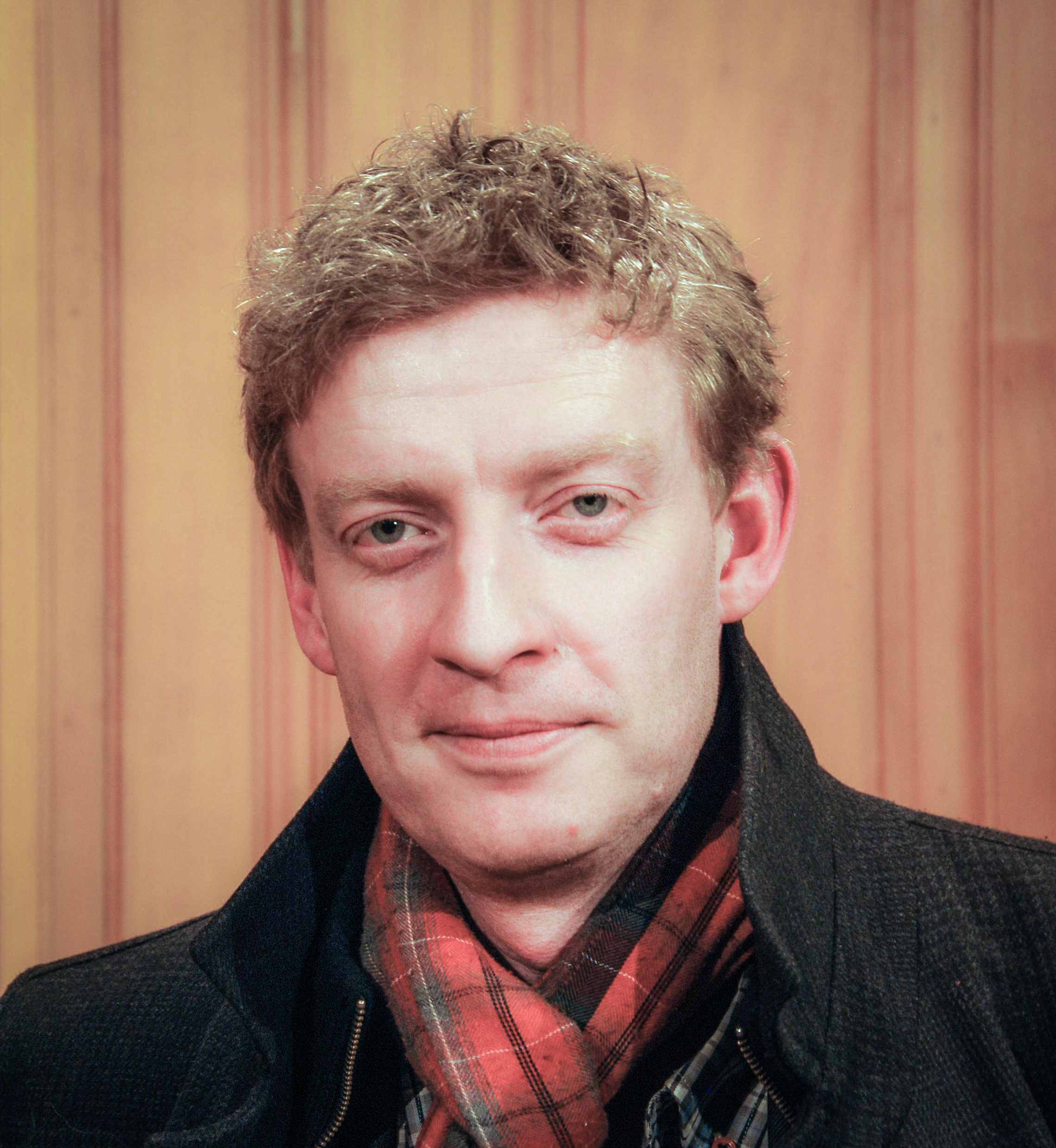
Jesper Bengtsson 2012.

Bengt Jesper Bengtsson, född 12 maj 1968, är en svensk journalist och författare. Bland hans böcker kan nämnas biografin En kamp för frihet – Aung San Suu Kyi och Det måttfulla upproret, en bok om socialdemokratins förnyelse på 1980- och 1990-talen.
Jesper Bengtsson har tidigare varit ledarskribent på Aftonbladet, chefredaktör för Sekotidningen och bokförläggare på bokförlaget Atlas. Han var chefredaktör för tidskriften Omvärlden mellan 2010 och 2013, chef på Tankesmedjan Tiden samt chefredaktör för tidningen Tiden mellan 2013 och 2018. 2020 återgick han till bokförlaget Atlas som förlagschef. Han blev senare chefredaktör för Dagens Arena.
Bengtsson var ordförande i Socialdemokratiska studentförbundet 1992–1993. Han var tidigare ordförande för Demos (studentförening) Mellan 2008 och 2012 var han ordförande för den svenska sektionen av pressfrihetsorganisationen Reportrar utan gränser samt mellan 2010 och 2014 ordförande för Kolhusteatern, en teaterförening i Hälleforsnäs och är numera ordförande i yttrandefrihetsorganisationen Svenska PEN. Han har regisserat fyra musikaler i Kolhusteatern: Spring Awakening 2014, Aida 2016, Familjen Addams 2017 och Råttfångaren 2018. I Musikal i Lisch, en teaterförening i Lidköping, har han regisserat musikalerna Djungelboken 2019 och Familjen Addams 2020.   
Jesper Bengtsson är bosatt i Eskilstuna och Lidköping.